# Văn Thành, Ôn Châu
Văn Thành (chữ Hán giản thể: 文成县, bính âm: Wénchéng Xiàn, âm Hán Việt: Văn Thành huyện) là một huyện thuộc địa cấp thị Ôn Châu, tỉnh Chiết Giang, Cộng hòa Nhân dân Trung Hoa. Huyện này có diện tích 1294 km², trong đó vùng núi chiếm 82,5%, tỷ lệ bao phủ rừng chiếm 71%, điểm cao nhất có cao độ 1362 m. Huyện Văn Thành có dân số theo điều tra năm 2003 là 370.000 người. Mã số bưu chính là của huyện Văn Thành là. Huyện lỵ huyện này đóng ở. Huyện Văn Thành có các đơn vị hành chính trực thuộc gồm 9 trấn và 24 hương.